# Klasyfikacja generalna
Klasyfikacja generalna – najbardziej prestiżowa klasyfikacja w wyścigach wieloetapowych w kolarstwie szosowym. Jej zwycięzca jest uznawany za zwycięzcę całego wyścigu.
Zwycięzca klasyfikacji generalnej jest kolarz, który uzyskał łączny najniższy czas po zsumowaniu czasu ze wszystkich etapów wyścigu (i ukończył cały wyścig). 
Pierwszym trzem kolarzom na metach poszczególnych etapów przyznawane są bonifikaty czasowe (przykładowo: 10 sekund dla zwycięzcy, 6 dla drugiego, 4 sekundy dla trzeciego). Czasem bonifikaty przyznawane są również na premiach lotnych. Zawodnicy finiszujący w tej samej grupie w czasie etapu otrzymują ten sam czas; zawodników uznaje się za jadących w tej samej grupie, jeśli poszczególnych zawodników dzielą maksymalnie trzy sekundy i jadą oni w peletonie lub jeśli dzieli ich maksymalnie jedna sekunda, gdy jadą w ucieczce/grupie, w której jadący w niej kolarz wygrał etap - w takim przypadku, do kolejnych grup stosuje się zasadę trzech sekund. Wypadek lub problemy techniczne, niespowodane przez kolarza, w strefie ochronnej, które rozciąga się od 3 do 5 kilometrów przed metą etapu (nie dotyczy etapów, które kończą się kategoryzowany wziesieniem), powodują, że zawodnikowi przydzielany jest czas grupy, w której jechał w momencie wjazdu do strefy ochronnej. Prowadzącemu w klasyfikacji generalnej przyznawana jest chatakterystyczna koszulka - przykładowo w wielkich tourach są to: żółta (maillot jaune w Tour de France), różowa (maglia rosa, Giro d'Italia) i czerwona (maillot rojo, Vuelta a Espana). Koszulka lidera klasyfikacji generalnej stoi najwyżej w hierarchii koszulek przyznawanych w czasie wyścigu (za nią znajduje się koszulka lidera klasyfikacji punktowej i górskiej), w przypadku, gdy zawodnik jest liderem klasyfikacji generalnej i innej klasyfikacji, nosi on koszulkę lidera klasyfikacji generalnej, a prawo do noszenia koszulki lidera innej klasyfikacji przechodzi na drugiego zawodnika w danej klasyfikacji, o ile nie nosi on koszulki mistrza świata lub mistrza swojego kraju. Najczęściej o zwycięstwo w klasyfikacji generalnej walczą all-rounderzy, czyli kolarze jeżdżący świetnie zarówno w górach, jak i w jeździe indywidualnej na czas.